# Manga del Mar Menor

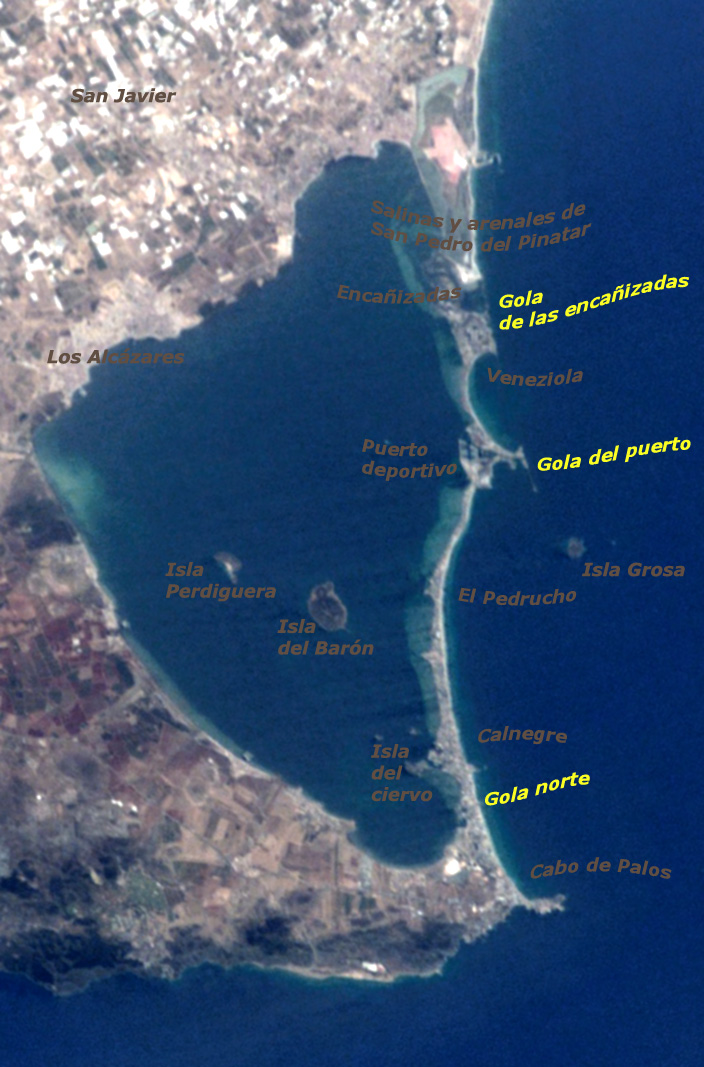
Vue satellitaire

La Manga ou Manga del Mar Menor est un cordon littoral de 22 km de long, situé dans le Sud de l'Espagne à proximité de Murcie, qui sépare la Méditerranée de la Mar Menor. Elle est réputée pour sa gastronomie et sa beauté. De nombreux touristes y vont pour profiter de ses installations touristiques, ses criques et ses plages infinies. 
La localité de La Manga del Mar Menor est située à cheval sur les communes de Carthagène (partie sud) et de San Javier (partie nord). Les voitures n'y sont autorisées que dans certaines rues. 
Le symbole de la Manga est le cochon.

## Présentation
Le cordon littoral est long d'environ 24 km entre Cabo de Palos et la Punta del Mojón. La mar menor était, à l'origine, une baie ouverte sur la Méditerranée. À ses extrémités, des écueils de roches volcaniques ont agi lentement comme des barrages pour les sables et sédiments emportés par les courants marins.  La Manga, restée vierge jusque dans les années 1960, est aujourd'hui presque totalement urbanisée, sauf sa partie nord. Elle est coupée par des canaux naturels, les "écluses" , qui permettent à l'eau de la Méditerranée d'entrer dans le lagon. Une route, la Gran Vía de La Manga, parcourt le cordon depuis son extrémité sud jusqu'au quartier de la Veneziola, le cordon ne pouvant pas être parcouru dans sa totalité.  
A voir : le cap Palos, le site archéologique de las Amoladeras (es), les îles Hormigas, le phare d'El Estacio, les salines de Marchamalo et la plage de las Amoladeras (es)...